# Армеро (Колумбія)
Армеро (ісп. Armero) — невелике містечко і муніципалітет в колумбійському департаменті Толіма. Місто було засноване в 1895 році під назвою Сан-Лоренсо (San Lorenzo) та перейменоване в 1930 році на честь Хосе Леона Армеро, борця за незалежність країни. Протягом XX століття Армеро було центром району вирощування бавовнику та одним з центрів його обробки, його називали «Білим містом». Місто, проте, було знищено в 1985 році в Трагедії Армеро, коли в результаті виверження вулкана Невадо-дель-Руїс через місто пройшов лахар (грязевий потік), що вбив 25 тис. осіб з 31 тис. населення міста.

## Інтернет-ресурси
Вікісховище має мультимедійні дані за темою: Армеро (Колумбія)
- (ісп.) MSN Encarta: Armero Guayabal (Archived 31 October 2009)
- (ісп.) Armando Armero organization
- González, Francisco (2003). Epitafios, algo de historia hasta esta tarde pasando por Armero.Bogotá, Ediciones Bartleby, ISBN 958-96369-4-2

| Колумбія | Це незавершена стаття з географії Колумбії. Ви можете допомогти проєкту, виправивши або дописавши її. |